# Протока Лаперуза
Протока Лаперу́за (рос. Пролив Лаперуза) або Протока Соя яп. 宗谷海峡, соя кайкьо) — протока у Тихому океані між островом Сахаліном (Росія) та островом Хоккайдо (Японія). Сполучає Японське море з Охотським. Довжина 94 км, найменша ширина — 43 км, глибини від 27 до 118 м. Названа на честь французького мореплавця Жана-Франсуа Лаперуза, який відкрив протоку.
Взимку — скупчення плавучих льодів. Сильні приливно-відливні течії. Порт Вакканай на острові Хоккайдо (Японія).